# Dankmar Adler
Dankmar Adler, (3 de juliol de 1844 – 16 d'abril de 1900 va néixer a Alemanya i va morir a Chicago, Illinois), fou un arquitecte i enginyer americà.
Adler era un arquitecte i enginyer civil que, amb el seu soci Louis Sullivan, va dissenyar molts edificis entre els quals es troben el Chicago Estoc Exchange Building i el Auditorium Building. La signatura de Adler i Sullivan fou instrumental en reedificar Chicago després del gran incendi de la ciutat i era el líder de l'escola d'arquitectura de Chicago. També va ser mestre de Frank Lloyd Wright.